# Катромское
Катромское — озеро в Вологодской области России. Расположено в Харовском районе, в 18 км северо-восточнее районного центра — города Харовска, на севере Харовской гряды в окружении холмисто-моренной равнины, на высоте 180 метров над уровнем моря.
Относится к бассейну реки Кубены. Имеет округлую форму с низкими берегами, заливами и многочисленными островами. На севере и юге — болото. Приурочено к зоне краевых образований московского оледенения и занимает котловину ледникового выпахивания. Площадь озера — 14,2 км², площадь водосборного бассейна — 60,2 км², средняя глубина — 1,7 м, максимальная — 3,2 м. Прозрачность воды составляет 1,0—1,5 м. Питание происходит за счёт атмосферных осадков, грунтовых и болотных вод. Из озера вытекает река Катрома.
Среди водных растений — стрелолист, жёлтая кубышка, белая кувшинка, ряска. Ихтиофауну водоёма представляют окунь, плотва, карась, щука и язь. Из-за незначительной глубины и сильного зарастания наблюдаются зимние заморы.
На берегу озера находится уникальный памятник истории и духовной культуры — развалины Катромского мужского монастыря, которому озеро принадлежало в XIX веке.

## Данные водного реестра
По данным государственного водного реестра России и геоинформационной системы водохозяйственного районирования территории РФ, подготовленной Федеральным агентством водных ресурсов:
- Бассейновый округ — Двинско-Печорский
- Речной бассейн — Северная Двина
- Речной подбассейн — Малая Северная Двина
- Водохозяйственный участок — озеро Кубенское и река Сухона от истока до Кубенского гидроузла
- Код водного объекта — 03020100111103000003501